# Attestat zrelosti
Attestat zrelosti (Аттестат зрелости) è un film del 1954 diretto da Tat'jana Nikolaevna Lukaševič.